# Paterskerk (Kampen)
De Paterskerk in de Nederlandse stad Kampen was een woning die tussen 1636 en 1836 dienstdeed als katholieke schuilkerk. Het pand aan de Voorstraat 26, tussen de Blauwehandsteeg en Luthersesteeg, was eigendom van een welgestelde rooms-katholieke familie.